# Zastruże (Białoruś)
Zastruże (biał. Застружжа, Zastrużża; ros. Застружье, Zastrużje) – wieś na Białorusi, w obwodzie brzeskim, w rejonie janowskim, w sielsowiecie Mołodów.

## Historia
W XIX i w początkach XX w. położone było w Rosji, w guberni grodzieńskiej, w powiecie kobryńskim, w gminie Osownica.
W dwudziestoleciu międzywojennym leżało w Polsce, w województwie poleskim, w powiecie drohickim, do 12 kwietnia 1928 w gminie Drużyłowicze, następnie w gminie Janów. W 1921 wieś liczyła 460 mieszkańców, zamieszkałych w 76 budynkach, w tym 436 Białorusinów, 13 Żydów i 11 Polaków. 435 mieszkańców było wyznania prawosławnego, 13 mojżeszowego i 12 rzymskokatolickiego.
Po II wojnie światowej w granicach Związku Sowieckiego. Od 1991 w niepodległej Białorusi.